# Клиническая хирургия
«Новый хирургический архив» — первый советский медицинский журнал, посвящённый вопросам хирургии.

## История
После Октябрьской революции в России прекратилось издание специализированного медицинского журнала «Русский хирургический архив», публиковавшего результаты научных исследований и практических разработок в области хирургии.
В 1920 году хирург Тверской губернской больницы доктор медицины Я. И. Гальперн выступил с инициативой создания нового всероссийского специализированного хирургического периодического издания, которая нашла серьёзную и деятельную поддержку в лице профессора Военно-медицинской академии С.П. Фёдорова — выдающегося российского хирурга и учёного с мировым именем.
Первый номер «Нового хирургического архива», издание которого готовилось в тяжёлых условиях Гражданской войны и разрухи, вышел в свет 21 июня 1921 года. Представляя журнал читателям, его основатели и редакторы писали: 
С глубокой верой в насущную необходимость подобного издания мы выпускаем первую книгу «Нового хирургического архива» в надежде, что сочувствие всех русских хирургов и неизбежное рано или поздно улучшение общих условий нашей жизни обеспечат возможность поставить на должную высоту как внешность, так и содержание журнала.»
Первоначально журнал издавался в Твери, а с 13-го номера (в связи с переходом Я.О. Гальперна в 1924 году в Днепропетровский медицинский институт) — в Днепропетровске.

Издание, в котором публиковались статьи о новейших научных разработках в различных областях хирургии и уделялось большое внимание практическим аспектам хирургического дела, сразу же получило широкое одобрение врачей, в связи с чем запланированную периодичность выхода (6 раз в год) вскоре пришлось увеличить до 7 — 12 номеров объёмом по 12—13 печатных листов.
С 1923 года в работе редакционной коллегии в составе С.П. Фёдорова и Я.О. Гальперна стали принимать участие многие видные хирурги, в том числе А.Г. Бржозовский, Н.Н. Бурденко, К.В. Волков, П.А. Герцен, Э.Р. Гессе, Ю.Ю. Джанелидзе, А.М. Заблудовский, В.С. Левит, A.В. Мартынов, C.Р. Миротворцев, B.М. Мыш, В.И. Разумовский, С.И. Спасокукоцкий, И.К. Спижарный, Б.К. Финкельштейн, В.Н. Шамов.
   
К 1926 году структура журнала, первоначально лишь повторявшая структуру дореволюционного издания, уже включала разделы, посвящённые теоретическим и клиническим вопросам хирургии, истории хирургии и организации хирургической помощи, случаям из практики, ошибкам в хирургии, а также информацию о съездах, заседаниях хирургических обществ, обзоры, рецензии и рефераты издаваемых работ по хирургии, объявления и новости о событиях, касающихся данной сферы медицины.

К 1937 году тираж журнала достиг 6000 экземпляров, 58% которых распространялись по подписке в различных регионах СССР. 
В мае 1941 года был выпущен 195-й номер журнала. Выходу следующего номера, подготовленного к печати, помешала начавшаяся война. После эвакуации в Кисловодск и смерти вдохновителя и единственного главного редактора журнала Я.О. Гальперна (С.П. Фёдоров скончался после тяжёлой болезни в 1936 году) издание «Нового хирургического архива» прекратилось.

## Приложение
К выходу юбилейных номеров журнала был приурочен выпуск шуточного приложения, которое называлось «Не новый хирургический архив», полностью копировало структуру разделов издания, но содержало выдержанные в профессиональном стиле юмористические или сатирические статьи и иллюстрации, подготовленные (под псевдонимами) членами редколлегии и известными учёными — постоянными авторами журнала.
Наше издание имеет целью сохранить для неблагодарного потомства и в безобидной шутке посильно зафиксировать хирургическое житьё-бытьё съездное, а заодно и межсъездное.
«Не новый хирургический архив» печатался на 32 страницах, тираж достигал 2000 экземпляров.

## Послевоенный период
В связи с многочисленными обращениями врачей-хирургов, хранивших память о журнале, Совет министров Украинской ССР через 14 лет после выхода последнего номера «Нового хирургического архива» постановил возобновить его издание в Киеве.

Редакционную коллегию возглавил учёный-хирург, профессор И.И. Кальченко, а после его смерти в 1975 году — академик А.А. Шалимов.

Активными авторами журнала стали ведущие хирурги страны — А.Д. Адо, Н.М. Амосов, А.Н. Бакулев, Е.Л. Березов, В.Д. Братусь, А.А. Вишневский, И.Н. Ищенко, Г.Г. Караванов, М.И. Коломийченко, Б.В. Петровский, Д.Ф. Скрипниченко, И.Г. Туровец, А.А. Федоровский, А.Н. Филатов, В.Н. Шамов, И.Т. Шевченко.
Первый послевоенный номер увидел свет 1 июля 1955 года.

Периодичность выпуска составляла 2 месяца. С 1961 года журнал стал издаваться ежемесячно.
Поскольку послевоенное издание в большей степени было ориентировано на практикующего хирурга районного уровня, в 1962 году было принято решение отказаться от исторического названия, более не соответствовавшего его фактическому содержанию, и журнал получил новое название — «Клиническая хирургия».